# Derrima stellata
Derrima stellata là một loài bướm đêm trong họ Noctuidae.